# Targa Florio 1975

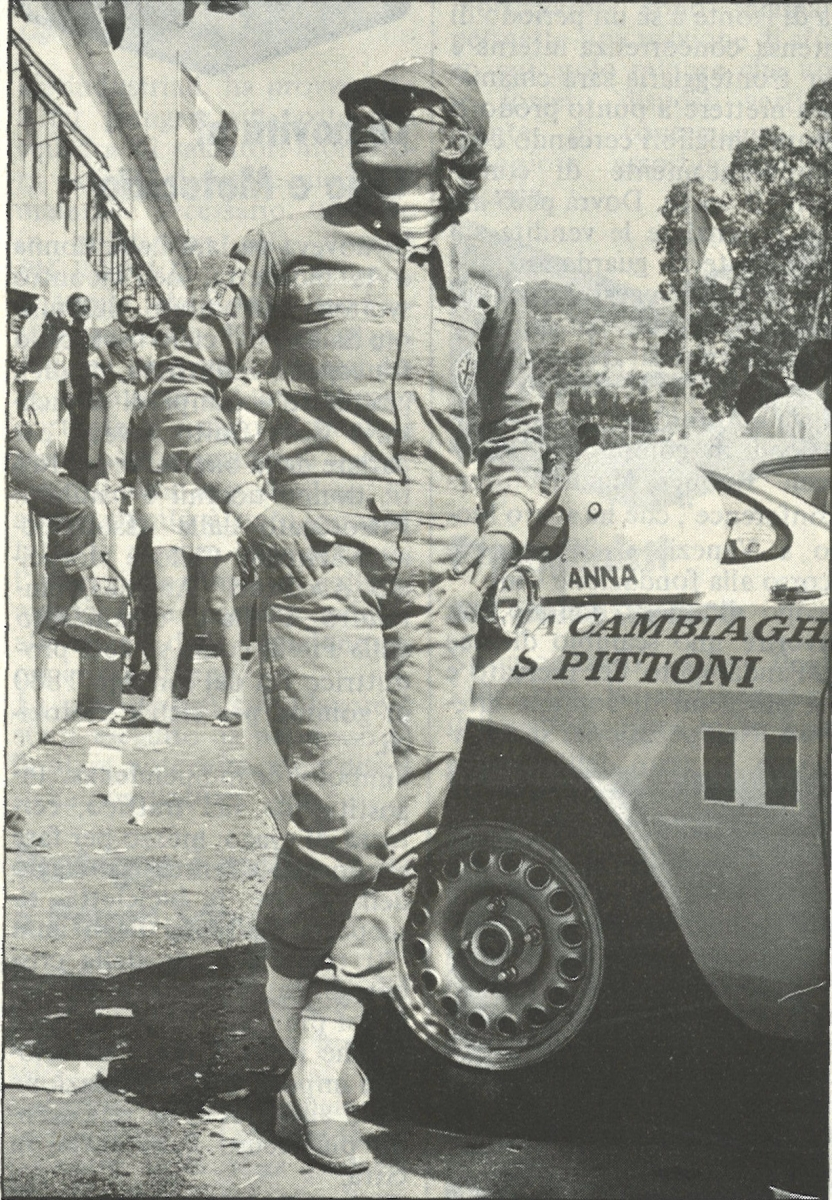
Die Gesamtfünfzehnte Anna Cambiaghi vor dem Rennstart

Die 59. Targa Florio, auch Targa Florio, Piccolo Circuito delle Madonie, Sicilia, war ein Straßenrennen auf Sizilien und fand am 20. Juli 1975 statt.

## Das Rennen
Für den 1933 in Palermo geborenen Nino Vaccarella war die Targa Florio das wichtigste Rennen der Rennsaison. Seine Verbindung mit dem Rennen, das er 1967 zum ersten Mal bestritt, war erfolgreich, aber auch oft spektakulär und teilweise dramatisch. Neben Unfällen und einem Startverbot nach dem Entzug des Führerscheins, gewann er das Rennen bis 1975 zweimal. 1965 siegte er gemeinsam mit Lorenzo Bandini im Werks-Ferrari 275P2 und 1971 als Partner von Toine Hezemans im Alfa Romeo T33/3. Die Teilnahme 1975 sollte sein letztes Rennen als professioneller Fahrer sein. Eine Stunde nach der Zieldurchfahrt gab er seinen Rücktritt als Fahrer bekannt.
Carlo Chiti, der Teamchef von Autodelta, ließ zwei Alfa Romeo T33/TT/12 für das Rennen, das 1975 zur italienischen Sportwagen- und GT-Meisterschaft zählte, vorbereiten. Teamkollege von Vaccarella war Arturo Merzario, ebenfalls ein ehemaliger Targa-Florio-Gesamtsieger. Merzario gewann das Rennen 1972 mit Sandro Munari im Ferrari 312PB. Den zweiten Alfa Romeo fuhren Mario Casoni und Spartaco Dini.
Die hohen Temperaturen, die bereits beim Start um 9 Uhr in der Früh herrschten, ließen einen heißen Tag erahnen. Während Merzario die ersten Rennkilometer ohne Probleme hinter sich brachte, blieb der Wagen von Mario Casoni in Sclafani Bagni auf offener Strecke. Der Mechaniker, den Carlo Chiti zum Ort des Geschehens schickte, fand Casoni auf einer Mauer sitzend vor. Auf die Frage des Mechanikers was er dort mache, antwortete er: „Ich bewache den Wagen“. Die defekte Antriebswelle konnte der Mechaniker nicht wieder in Gang setzten. 
Obwohl die Alfa-Romeo-Boxencrew bei den Fahrerwechseln, die alle zwei Runden stattfanden, Fahrersitze umständlich aus und wieder einbauen mussten (Merzario war viel kleiner und schmächtiger als Vaccarella), gewannen die Fahrer des verbliebenen Alfa Romeo das Rennen überlegen. Im Ziel hatten sie einen Vorsprung von fast 20 Minuten auf Eugenio Renna und Armando Foridia im Chevron B26.

## Ergebnisse

### Schlussklassement
| 1               | S 3.0    | 1   | Autodelta              | Nino Vaccarella Arturo Merzario                            | Alfa Romeo T33/TT/12       | 8  |
| 2               | S 2.0    | 8   | Scuderia Ateneo        | Eugenio Renna Armando Foridia                              | Chevron B26                | 8  |
| 3               | GT + 2.0 | 46  | Scuderia Ateneo        | Raffaele Restivo Alfonso Merendino                         | Porsche 911 Carrera RSR    | 8  |
| 4               | GT + 2.0 | 55  | Scuderia Brescia Corse | Mario Radicella Giuseppe Tambone                           | Porsche 911 Carrera RSR    | 8  |
| 5               | S 2.0    | 9   | Jolly Club             | Antonio Nicodemi Cristiano Del Balzo                       | Lola T250                  | 8  |
| 6               | GT + 2.0 | 44  | Scuderia Ateneo        | Mauro Pregliasco Erasmo Bologna                            | Lancia Stratos             | 8  |
| 7               | GT + 2.0 | 45  | Scuderia Ateneo        | Giorgio Schon Giorgio Pianta                               | Lancia Stratos             | 8  |
| 8               | GT + 2.0 | 56  | Brescia Corse          | Ruggero Parpinelli Osvaldo Govoni                          | De Tomaso Pantera GTS      | 7  |
| 9               | GT 2.0   | 74  | Giada                  | Ferruccio Calicetti Gianfranco Ricci                       | Alpine Renault A110 1800   | 7  |
| 10              | S 1.6    | 18  | Cefalù Corse           | Libero Marchiolo Antonio Castro                            | Lola T290                  | 7  |
| 11              | GT + 2.0 | 52  | Scuderia Palladio      | Girolamo Capra Angelo Lepri                                | Porsche Carrera 911 RSR    | 7  |
| 12              | GT + 2.0 | 49  | Brescia Corse          | Marco Berruto Maurizio Gellini                             | Porsche Carrera 911 RSR    | 7  |
| 13              | S 1.3    | 29  | Luciano Verrocchio     | Luciano Verrocchio Ferdinando Ernesti                      | AMS Armaroli 1300          | 7  |
| 14              | T 2.0    | 115 | Scuderia Ateneo        | Pietro Donato Vincenzo Donato                              | Alfa Romeo 2000 GTV        | 7  |
| 15              | T 2.0    | 114 | Anna Cambiaghi         | Anna Cambiaghi Serena Pittoni                              | Alfa Romeo 2000 GTV        | 7  |
| 16              | GT + 2.0 | 41  | Scuderia Ateneo        | Renato Barraja Giuseppe Saporito                           | Porsche 911 Carrera RS     | 7  |
| 17              | GT + 2.0 | 53  | Maurizio Micangeli     | Maurizio Micangeli Carlo Pietromarchi                      | De Tomaso Pantera GTS      | 7  |
| 18              | S 1.3    | 26  | Cefalù Corse           | Giuseppe Oieni Vincenzo Mirto Randazzo                     | Osella PA1                 | 7  |
| 19              | T 2.0    | 109 | Giulio Pucci           | Giulio Pucci Mario Vigneri                                 | Alfa Romeo 2000 GTV        | 7  |
| 20              | T 2.0    | 111 | Scuderia Ateneo        | Alberto Piraino Camillo Fiore                              | BMW 2002 TI                | 7  |
| 21              | GT 1.6   | 82  | Scuderia Ateneo        | Francesco di Lorenzo Fabrizio Schermi                      | Alpine Renault A110 1600   | 7  |
| 22              | GT 1.6   | 131 | Francesco Attaguile    | Francesco Attaguile Roberto Amato                          | Alpine Renault A110 1600   | 7  |
| 23              | GT 1.6   | 88  | Orazio Rubino          | Orazio Rubino Daniele Vesco                                | Alpine Renault A110 1600   | 7  |
| 24              | GT 1.3   | 104 | Orazio Rubino          | Ferdinando Casiglia Orazio Rubino                          | Alpine Renault A110 1300   | 7  |
| 25              | GT 1.3   | 102 | Giuseppe Ferraro       | Giuseppe Ferraro Giuseppe Valenza                          | Lancia Fulvia Sport Zagato | 7  |
| 26              | GT 1.3   | 106 | Paolo Gargano          | Paolo Gargano Nicola Gitto Anthony World                   | Lancia Fulvia HF 1300      | 6  |
| 27              | T 2.0    | 123 | Girolamo la Porta      | Girolamo la Porta Girolamo Costa                           | Alfa Romeo 2000 GTV        | 6  |
| 28              | GT 1.0   | 139 | Vittorio Sorce         | Vittorio Sorce Umberto Rito                                | Fiat-Abarth 1000 OTS       | 6  |
| 29              | T 2.0    | 118 | Giuseppe di Gregorio   | Giuseppe di Gregorio Salvatore Barone                      | Alfa Romeo 2000 GTV        | 6  |
| 30              | S 1.6    | 21  | Luigi Moreschi         | Giovanni Anzeloni Luigi Moreschi                           | Osella PA3                 | 6  |
| 31              | S 1.3    | 32  | Nord-Ovest             | Pasquale Anastasio Renato Arfé                             | Chevron B23                | 6  |
| 32              | S 2.0    | 6   | Nord-Ovest             | Pasquale Barberio Carlo Bilotti                            | Osella PA3                 | 6  |
| 33              | GT + 2.0 | 47  | Garufi Fratelli        | Antonio Garufi Guido Garufi                                | Porsche 911S               | 6  |
| 34              | GT 2.0   | 134 | Girolamo Giorlando     | Girolamo Giorlando Sergio Montalto                         | Alfa Romeo 2000 GTV        | 6  |
| 35              | GT 2.0   | 72  | Aldo Lo Forte          | Aldo Lo Forte Aldo Cilia                                   | Fiat 124 Rally Abarth      | 6  |
| Ausgefallen     |          |     |                        |                                                            |                            |    |
| 36              | S 2.0    | 7   | Niccolini Racing       | Gianfranco Trombetti Lorenzo Niccolini                     | Osella PA3                 | 5  |
| 37              | S 2.0    | 11  | Carlo Franchi          | Carlo Franchi Giovanni Alberti                             | Chevron B21                | 5  |
| 38              | GT 1.6   | 87  | Vincenzo Arena         | Vincenzo Arena Luigi Casarotto                             | Lancia Fulvia HF 1600      | 5  |
| 39              | GT 1.6   | 91  | Roberto Fioravanti     | Roberto Fioravanti Mario Spataro                           | Alpine Renault A110 1600   | 5  |
| 40              | GT 2.0   | 75  | Aspromonte             | Angelo Rizzo Raffaele Romano                               | Alpine Renault A110 1800   | 5  |
| 41              | GT 1.6   | 92  | Lloyd Centauro         | Antonio Russo Godolphin                                    | Alfa Romeo Giulia GTA      | 5  |
| 42              | GT 1.3   | 103 | Girolama Gulotta       | Girolama Gulotta Santangelo                                | Lancia Fulvia Sport Zagato | 5  |
| 43              | S 1.6    | 19  | Scuderia Ateneo        | Silvestre Semilia Mario Savona                             | Lola T290                  | 4  |
| 44              | S 1.6    | 16  | Ermanno Pettiti        | Ermanno Pettiti Marco Crosina                              | Osella PA3                 | 4  |
| 45              | GT 2.0   | 73  | Felice Besenzoni       | Felice Besenzoni Luciano Dal Ben                           | Fiat 124 Rally Abarth      | 4  |
| 46              | GT 1.3   | 99  | Scuderia Ateneo        | Antonio Accardi Gaetano Lo Jacono                          | Lancia Fulvia Sport Zagato | 4  |
| 47              | GT 1.6   | 81  | Jolly Club             | Evola Francesco Paolo Petrolà                              | Lancia Fulvia HF 1600      | 4  |
| 48              | S 1.3    | 31  | Girolamo Caci          | Girolamo Caci A. Maniscalco                                | AMS 1300                   | 4  |
| 49              | GT + 2.0 | 48  | Francesco Mannino      | Francesco Mannino Giuseppe Virgilio                        | Porsche 911 Carrera RSR    | 4  |
| 50              | GT 1.6   | 83  | Vittoriano Cuttitta    | Vittoriano Cuttitta Mario Della Vedova                     | Lancia Fulvia HF 1600      | 4  |
| 51              | S 1.3    | 36  | Scuderia Ateneo        | Silvano Gravina Giuseppe Spatafora                         | AMS Armaroli 1000          | 3  |
| 52              | GT + 2.0 | 43  | Salvatore Barraco      | Salvatore Barraco Giuseppe Chiaramonte Bordonaro           | Porsche Carrera            | 3  |
| 53              | GT 1.6   | 78  | Cefalù Corse           | Giuseppe Bellomare Centonze                                | Alfa Romeo Giulia GTA      | 3  |
| 54              | GT 2.0   | 59  | Cefalù Corse           | Salvatore Geraci Gilberto Romano                           | Porsche 914/6              | 3  |
| 55              | T 2.0    | 119 | Sergio Montalto        | di Peri Sergio Montalto                                    | Alfa Romeo 2000 GTV        | 3  |
| 56              | T 2.0    | 121 |                        | Cioffi Poloni                                              | Alfa Romeo 2000 GTV        | 3  |
| 57              | S 1.3    | 33  | Francesco Patanè       | Francesco Patanè Orazio Scalia                             | Fiat-Abarth 1000SP         | 2  |
| 58              | GT 2.0   | 57  | Conegliano Corse       | Roberto Marazzi Sergio Rombolotti                          | Alpine Renault A110 1800   | 2  |
| 59              | S 1.3    | 25  | Mario de Luca          | Mario de Luca Pasquale Spinnato                            | Lola T290                  | 2  |
| 60              | GT + 2.0 | 42  | Scuderia Ateneo        | Sergio Rappa Gualberto Carducci                            | Porsche 911 Carrera        | 2  |
| 61              | T 2.0    | 113 | Pietro Piciurro        | Pietro Piciurro Giuseppe Ayala                             | Alfa Romeo 2000 GTV        | 2  |
| 62              | GT 2.0   | 58  | Scuderia Ateneo        | Renato Cilia Salvatore Lombardo                            | Fiat 124 Rally Abarth      | 2  |
| 63              | GT 1.6   | 77  | Città dei Mille        | Gilberto Balocca Ruggero Premoli                           | Alfa Romeo Giulia GTA      | 2  |
| 64              | GT 1.6   | 76  | Cefalù Corse           | Giancarlo Barba Giovanni Marino                            | Lancia Fulvia HF 1600      | 2  |
| 65              | T 2.0    | 107 | Vittorio Anselmi       | Vittorio Anselmi Giuseppe Vassallo                         | Ford Escort RS             | 2  |
| 66              | S 1.6    | 15  | Paolo Solinas          | Paolo Solinas Ledy Zampolli                                | GRD                        | 1  |
| 67              | GT 1.3   | 97  | Scuderia Ateneo        | Giuseppe Garaffa Marino                                    | Lancia Fulvia HF 1300      | 1  |
| 68              | GT + 2.0 | 37  | Cefalù Corse           | Antonio Guagliardo Libero Marchiolo                        | Porsche 911 Carrera RS     | 1  |
| 69              | GT 1.3   | 95  | Nissena                | Agrippino Corrado Gaetano Mancuso                          | Lancia Fulvia HF 1300      | 1  |
| 70              | S 3.0    | 2   | Autodelta              | Mario Casoni Spartaco Dini                                 | Alfa Romeo T33/TT/CP       | 1  |
| Nicht gestartet |          |     |                        |                                                            |                            |    |
| 71              | GT 1.6   |     | Vito Coco              | Vito Coco Mario Litrico                                    | Alfa Romeo GTA             | 1  |
| 72              | S 1.0    | 34  | Città dei Mille        | Scanabissi Penovella                                       | Dallara 1000               | 2  |
| 73              | GT 2.0   |     | Umberto Castiglioni    | Umberto Castiglioni Carlo Barbagallo                       | Alpine Renault A110 1800   | 3  |
| 74              | GT 1.6   | 86  | Vincenzo Messina       | di Vita Vincenzo Messina                                   | Fiat 124 Spider            | 4  |
| 75              | S 1.3    | 28  | Giampaolo Ceraolo      | Giampaolo Ceraolo Luigi Sartorio                           | Chevron B23                | 5  |
| 76              | GT 1.3   | 94  | Cefalù Corse           | Simon McCarteney                                           | Lancia Fulvia HF 1300      | 6  |
| 77              | GT 1.6   | 112 | Antonio Mascari        | Antonio Mascari Salvatore de Simone                        | Ford Capri RS              | 7  |
| 78              | T 2.0    | 116 | Fernando Sapienza      | Fernando Sapienza Giacomo di Maria                         | Alfa Romeo 2000 GTV        | 8  |
| 79              | S 3.0    | 2T  | Autodelta              | Nino Vaccarella Arturo Merzario Mario Casoni Spartaco Dini | Alfa Romeo T33/TT/12       | 9  |
| 80              | GT 2.0   | 44T | Scuderia Ateneo        | Mauro Pregliasco Erasmo Bologna                            | Lancia Stratos             | 10 |

1 nicht gestartet
2 nicht gestartet
3 nicht gestartet
4 nicht gestartet
5 nicht gestartet
6 nicht gestartet
7 nicht gestartet
8 nicht gestartet
9 Ersatzwagen
10 Ersatzwagen

### Nur in der Meldeliste
Hier finden sich Teams, Fahrer und Fahrzeuge, die ursprünglich für das Rennen gemeldet waren, aber aus den unterschiedlichsten Gründen daran nicht teilnahmen.
| Pos. | Klasse | Nr. | Team            | Fahrer                          | Chassis                      |
| ---- | ------ | --- | --------------- | ------------------------------- | ---------------------------- |
| 81   | GT 2.0 | 128 |                 |                                 | Alfa Romeo Giulia Sprint GTA |
| 82   | GT 2.0 | 132 |                 |                                 | Alpine Renault A110 1800     |
| 83   | GT 1.6 | 89  | Pietro Comporto | Pietro Comporto Siragusa        | Lancia Fulvia HF 1600        |
| 84   | GT 1.3 | 96  | Scuderia Ateneo | Mannina Giarretano              | Lancia Fulvia HF 1300        |
| 85   | GT 1.3 | 98  | Scuderia Ateneo | Benedetto Rosolia Antonio Bono  | Lancia Fulvia Sport          |
| 86   | GT 1.3 | 101 | Giovanni Marino | Giovanni Marino Giancarlo Barba | Lancia Fulvia HF 1300        |

### Klassensieger
| Klasse   | Fahrer                  | Fahrer             | Fahrzeug                 | Platzierung im Gesamtklassement |
| -------- | ----------------------- | ------------------ | ------------------------ | ------------------------------- |
| S 3.0    | Nino Vaccarella         | Arturo Merzario    | Alfa Romeo T33/TT/12     | Gesamtsieg                      |
| S 2.0    | Eugenio Renna           | Armando Foridia    | Chevron B26              | Rang 2                          |
| S 1.6    | Libero Marchiolo        | Antonio Castro     | Lola T290                | Rang 10                         |
| S 1.3    | Luciano Verrocchio      | Ferdinando Ernesti | AMS Armaroli 1300        | Rang 13                         |
| S 1.0    | kein Teilnehmer im Ziel |                    |                          |                                 |
| GT + 2.0 | Raffaele Restivo        | Alfonso Merendino  | Porsche 911 Carrera RSR  | Rang 3                          |
| GT 2.0   | Ferruccio Calicetti     | Gianfranco Ricci   | Alpine Renault A110 1800 | Rang 9                          |
| GT 1.6   | Francesco di Lorenzo    | Fabrizio Schermi   | Alpine Renault A110 1600 | Rang 21                         |
| GT 1.3   | Ferdinando Casiglia     | Orazio Rubino      | Alpine Renault A110 1300 | Rang 24                         |
| T 2.0    | Anna Cambiaghi          | Serena Pittoni     | Alfa Romeo 2000 GTV      | Rang 15                         |

### Renndaten
- Gemeldet: 86
- Gestartet: 70
- Gewertet: 35
- Rennklassen: 10
- Zuschauer: unbekannt
- Wetter am Renntag: warm und trocken
- Streckenlänge: 72,000 km
- Fahrzeit des Siegerteams: 4:59:18,700 Stunden
- Gesamtrunden des Siegerteams: 8
- Gesamtdistanz des Siegerteams: 576,000 km
- Siegerschnitt: 115,404 km/h
- Pole Position: Arturo Merzario – Alfa Romeo T33/TT/12 (#1) – 36:07,900 = 119,562 km/h
- Schnellste Rennrunde: Nino Vaccarella – Alfa Romeo T33/TT/12 (#1) – 35:44,000 = 120,895 km/h
- Rennserie: 6. Lauf zur Italienischen Sportwagen-Meisterschaft 1975
- Rennserie: 4. Lauf zur Italienischen GT-Meisterschaft 1975